# Віктор Муньйос
Віктор Муньйос (ісп. Víctor Muñoz, нар. 15 березня 1957, Сарагоса) — іспанський футболіст, півзахисник. По завершенні ігрової кар'єри — футбольний тренер.
Як гравець насамперед відомий виступами за «Барселону», а також національну збірну Іспанії.

## Клубна кар'єра
У дорослому футболі дебютував 1976 року виступами за «Реал Сарагоса», в якому провів п'ять сезонів, взявши участь у 104 матчах чемпіонату. Більшість часу, проведеного у складі сарагоського «Реала», був основним гравцем команди.
Своєю грою за цю команду привернув увагу представників тренерського штабу «Барселони», до складу якої приєднався влітку 1981 року. Відіграв за каталонський клуб наступні сім сезонів своєї ігрової кар'єри. Граючи у складі «Барселони» також здебільшого виходив на поле в основному складі команди. За цей час виборов титул володаря Кубка Кубків УЄФА, ставав чемпіоном Іспанії, а також по два рази вигравав кубок Іспанії та кубок іспанської ліги..
Згодом, з 1988 по 1990 рік, грав у складі італійської «Сампдорії». Протягом цих років додав до переліку своїх трофеїв ще один титул володаря Кубка Кубків УЄФА, а також ставав володарем Кубка Італії.
Влітку 1990 року Муньйос повернувся в рідний клуб «Реал Сарагоса», проте дуже рідко виходив на поле.
Завершив професійну ігрову кар'єру у шотландському клубі «Сент-Міррен», за який недовго виступав протягом 1991 року.

## Виступи за збірну
1980 року виступав у складі збірної Іспанії на олімпійському футбольному турнірі в СРСР.
25 березня 1981 року дебютував в офіційних матчах у складі національної збірної Іспанії в грі проти збірної Англії.
У складі збірної був учасником чемпіонату Європи 1984 року у Франції, де разом з командою здобув «срібло», чемпіонату світу 1986 року у Мексиці та чемпіонату Європи 1988 року у ФРН.
Всього протягом кар'єри у національній команді, яка тривала 8 років, провів у формі головної команди країни 60 матчів, забивши 3 голи.

## Кар'єра тренера
Розпочав тренерську кар'єру, повернувшись до футболу після невеликої перерви, 1995 року, очоливши тренерський штаб «Мальорки».
Надалі очолював низку іспанських клубів, серед яких і рідну «Сарагосу», з якою виграв Кубок Іспанії, а також грецький «Панатінаїкос».
В кінці 2010 року стало відомо, що Муньйос очолив російський «Терек», проте вже на початку 2011 року сторони заявили, що не порозумілися й Віктор покинув команду.
У 2011 році Муньйос перебрався у Швейцарію, де очолив «Ксамакс», а наступного року став тренером «Сьйона».

## Титули і досягнення

### Як гравця
- Володар Кубка Кубків УЄФА (2):

«Барселона»: 1981-82
«Сампдорія»: 1989-90
- Володар Кубка Іспанії (2):

«Барселона»: 1982-83, 1987-88
- Володар Суперкубка Іспанії (1):

«Барселона»: 1983
- Володар Кубка іспанської ліги з футболу (2):

«Барселона»: 1983, 1986
- Чемпіон Іспанії (1):

«Барселона»: 1984-85
- Володар Кубка Італії (1):

«Сампдорія»: 1988-89
- Віце-чемпіон Європи: 1984

### Як тренера
- Володар Кубка Іспанії (1):

«Реал Сарагоса»: 2003-04
- Володар Суперкубка Іспанії (1):

«Реал Сарагоса»: 2004